# Kungi
Kungi – wieś w Estonii, w prowincji Valga, w gminie Põdrala.